# Suðuroy (regione)
Suðuroy è uno dei sei sýslur (regioni o distretti politici) in cui sono divise le Isole Fær Øer.
Comprende l'isola omonima e l'isola disabitata di Lítla Dímun.

## Comuni
La regione comprende 7 comuni (kommunur):
- Fámjin
- Hov
- Hvalba
- Porkeri
- Sumba
- Tvøroyri
- Vágur